# Ioan A. Rus

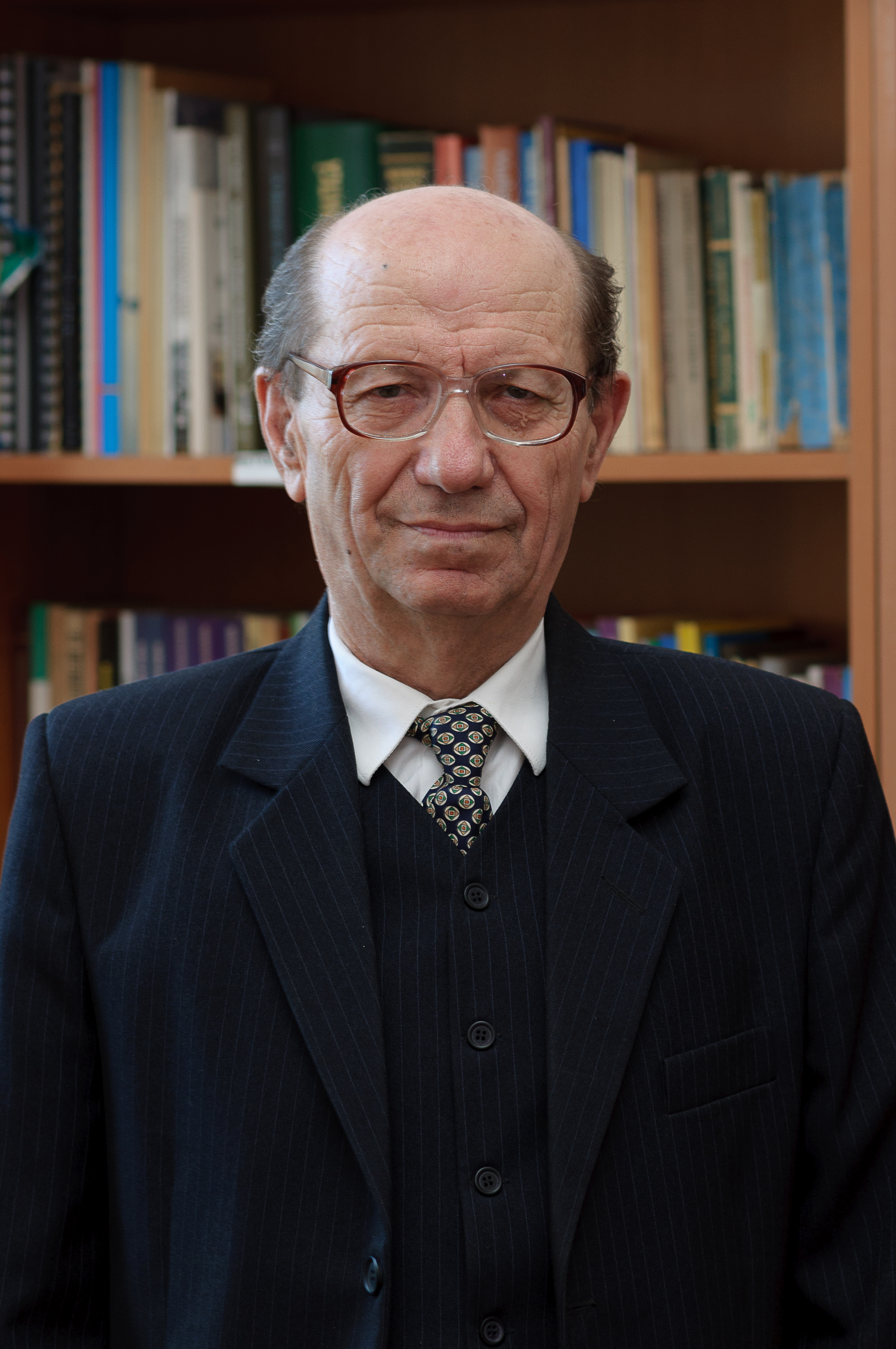
Prof Ioan A. Rus

Ioan A. Rus (n. 28 august 1936, satul Ianoșda, județul Bihor) este un matematician român, membru de onoare al Academiei Române din anul 2017. Școala primară și gimnazială a urmat-o în satul natal, Ianoșda, iar studiile liceale le-a făcut la Colegiul Național Emanuil Gojdu din Oradea (1952-1955). În perioada 1955-1960 a urmat cursurile Facultății de Matematică, secția Matematică pură, din cadrul Universității „Babeș-Bolyai“ din Cluj-Napoca. Studiile doctorale le-a efectuat în perioada 1964-1968 la Universitatea „Babeș-Bolyai“ din Cluj-Napoca și, între 1966-1967, la Universitatea din Lund, Suedia. A obținut titlul de doctor în matematică cu teza „Problema lui Dirichlet pentru sisteme tari eliptice“ în anul 1968 la Universitatea „Babeș-Bolyai“ din Cluj-Napoca, sub îndrumarea prof. dr. doc. Dumitru V. Ionescu. 

## Activitate didactică și administrativă
A ocupat mai multe poziții didactice în cadrul Facultății de Matematică din Universitatea „Babeș-Bolyai“: asistent (1960-1967); lector (1967-1972); conferențiar (1972-1977); profesor (1977-2006); profesor consultant (2006-2011), profesor emerit (2012-prezent). De-a lungul unei activități didactice de peste 50 de ani, profesorul Ioan A. Rus a predat cursuri de bază (Ecuații diferențiale și sisteme dinamice) și cursuri speciale (Teoria calitativă a ecuațiilor diferențiale; Teoria punctului fix; Operatori neliniari; Structuri de punct fix; Operatori Picard; Teoria metrică a punctului fix; Modelare matematică; Biomatematică; Metodologia cercetării în matematică și informatică) la studenții de la Facultatea de Matematică și Informatică. A publicat 7 cărți, legate direct de cursurile de bază pe care le-a predat. Menționăm 4 dintre acestea:   
1. I. A. Rus, P. Pavel, Ecuații diferențiale și integrale, Universitatea Babeș-Bolyai, 1973.   
2. I. A. Rus, P. Pavel, Ecuații diferențiale și integrale, Editura Didactică și Pedagogică, București, 1975.
3. I. A. Rus, P. Pavel, Ecuații diferențiale, Editura Didactică și Pedagogică, București, 1982.
4. I. A. Rus, Ecuații diferențiale, ecuații integrale și sisteme dinamice, Transilvania Press, Cluj-Napoca, 1996.
Între anii 1973-1976 a fost prodecan al Facultății de Matematică, iar în perioadele 1976-1984, 1992-1996 a fost prorector al Universității „Babeș-Bolyai“ din Cluj-Napoca. În perioada 1985-2002 a coordonat activitatea Catedrei de Ecuații Diferențiale, iar între 1998-2002, pe cea a Departamentului de Matematică aplicată (în calitate de șef de catedră, respectiv de șef de departament) de la Facultatea de Matematică și Informatică. 
Profesorul Ioan A. Rus a fost organizatorul principal a două ediții ale seriei de conferințe International Conference on Nonlinear Operators, Differential Equations and Applications (ICNODEA): ICNODEA-2001 (care a reunit peste 90 participanți din 15 țări) și ICNODEA-2004 (aproape 200 participanți din 30 de țări). 

## Activitatea de cercetare
Profesorul Ioan A. Rus a desfășurat o impresionantă activitate de cercetare, concretizată în peste 250 articole de cercetare, monografii, cărți și cursuri universitare   . Dintre acestea, un număr de peste 229 lucrări sunt indexate în baza de date matematică MathSciNet și peste 207 sunt indexate în baza de date matematică zbMATH. De asemenea, în bazele de date generale SCOPUS și Web of Science, sunt indexate un număr de peste 76, respectiv 77 lucrări.   
Domeniile de interes în activitatea de cercetare au fost legate de Ecuațiile diferențiale (ordinare, cu derivate parțiale) și de Teoria punctului fix. În această arie de cercetare a publicat cea mai mare parte a articolelor, cărora li se adaugă și 7 monografii. Profesorul Ioan A. Rus este creatorul mai multor direcții noi și provocatoare de cercetare în analiza neliniară, direcții pe care au lucrat doctoranzii îndrumați de dumnealui, doctoranzii îndrumați la rândul lor de foștii săi doctoranzi, dar și mulți alți cercetători din țară și din străinătate. Dintre contribuțiile sale, menționăm doar următoarele: 1) tehnica operatorilor Picard și a operatorilor slab Picard; 2) structurile de punct fix. Articolele și cărțile publicate de prof. Ioan A. Rus au avut un impact major în dezvoltarea Teoriei punctului fix și a Analizei neliniare la noi în țară și la nivel global. Dintre articolele publicate de-a lungul unei cariere științifice prodigioase, cel mai important impact prin numărul citărilor l-au avut articolele      
1. Rus, Ioan A. Ulam stabilities of ordinary differential equations in a Banach space. Carpathian J. Math. 26 (2010), no. 1, 103--107 (peste 253 citări Web of Science; peste 293 citări SCOPUS)      
2. Rus, Ioan A. Ulam stability of ordinary differential equations. Stud. Univ. Babeș-Bolyai Math. 54 (2009), no. 4, 125--133 (peste 174 citări Web of Science)      
3. Păcurar, M.; Rus, Ioan A. Fixed point theory for cyclic $\phi$-contractions. Nonlinear Anal. 72 (2010), no. 3-4, 1181--1187 (peste 166 citări Web of Science; peste 193 citări SCOPUS)      
Dintre noțiunile matematice care îi poartă numele, menționăm contracțiile Ćirić-Reich-Rus și teorema de punct fix Ćirić-Reich-Rus, teoremă care a fost descoperită independent în anul 1972 de către matematicianul sârb L.B. Ćirić (1935-2016), de matematicianul israelian Simeon Reich (1948-) și de către Profesorul Ioan A. Rus.
Dintre monografiile publicate, cele mai importante prin impactul pe care l-au avut în contextul național și internațional al cercetării științifice sunt:
1. I. A. Rus, Metrical Fixed Point Theorems, Babeș-Bolyai University, 1979.
2. I. A. Rus, Principii și aplicații ale teoriei punctului fix, Editura Dacia, Cluj-Napoca, 1979.
3. I. A. Rus, Generalized Contractions and Applications, Cluj University Press, Cluj-Napoca, 2001.
4. I. A. Rus, A. Petrușel and G. Petrușel, Fixed Point Theory 1950-2000: Romanian Contributions, House of the Book of Science, Cluj-Napoca, 2002.
5. I. A. Rus, A. Petrușel and G. Petrușel, Fixed Point Theory, Cluj University Press, Cluj-Napoca, 2008.
Începând din anul 1990, profesorul Ioan A. Rus este conducător de doctorat, coordonând până în prezent 27 teze de doctorat, conform Mathematics Genealogy Project. 
Profesorul Ioan A. Rus este fondatorul Seminarului de Teoria Punctului Fix (1969), în cadrul căruia s-a constituit cel mai numeros grup de cercetare în acest domeniu din România și unul dintre cele mai puternice și vizibile pe plan internațional.  După celebrarea a 50 de ani de activitate neîntreruptă a acestui Seminar de cercetare (în 2019), acesta a primit numele de Seminarul de Operatori Neliniari și Ecuații Diferențiale, seminar care funcționează în continuare în același spirit, cu ședințe săptămânale în cadrul cărora membrii seminarului și invitați din țară și din străinătate își prezintă ultimele rezultate ale cercetărilor proprii. 

## Activiate editorială
În directă legătură cu activitatea Seminarului de Teoria Punctului Fix, profesorul Ioan A. Rus a fondat publicația Seminar on Fixed Point Theory care a apărut cu acest nume în perioada 1981-1999, iar începând cu anul 2000, cu denumirea actuală Fixed Point Theory. Fixed Point Theory este o revistă prestigioasă în domeniul Analizei neliniare, fiind indexată în MathSciNet, zbMATH, SCOPUS, Web of Science ș.a. 
Profesorul Ioan A. Rus a activat și ca editor sau membru în comitetul editorial al următoarelor publicații: 
1. Mathematica (Cluj);
2. Studia Univ. Babeș-Bolyai, Mathematica;
3. Carpathian Journal of Mathematics;
4. Gazette des Mathematiciens (Paris);
5. Pure Mathematics Manuscripts (Calcutta); 
6. The Global J. Math. & Math. Sciences;
7. Scientiae Mathematicae Japonicae;
8. Notices from the ISMS.
A desfășurat o bogată activitate ca referent la revistele de referate Mathematical Reviews și Zentralblatt für Mathematik, actualmente bazele de date de referate MathSciNet (peste 250 de referate în perioada 1967-prezent) și respectiv zbMATH (peste 450 referate în perioada 1972-prezent).

## Premii și distincții
Profesorul Ioan A. Rus a fost distins cu Ordinul ”Meritul Științific” clasa a III-a (1979, Ordinul Președintelui României nr. 280), Profesor universitar evidențiat (Ordinul nr. 5641 din 15 iunie 1985); Medalia Centenar ”Gazeta Matematică” (1995).
A fost distins cu titlul de Doctor Honoris Causa al Universității de Nord din Baia Mare (23 septembrie 2004) și al Universității Tehnice din Cluj-Napoca (13 iunie 2005) și Doctor Honoris Causa Scientiarium al Universității de Vest din Timișoara (10 noiembrie 2015).